# 新斯維特 (蘇梅州)
新斯維特（羅馬化：Novyi Svit）曾是烏克蘭的村莊，位於該國東北部蘇梅州的中布達區，處於茲諾比夫卡河畔，距離扎里奇恰1公里。